# Rafał Jurkowlaniec
Rafał Tytus Jurkowlaniec (ur. 29 lipca 1967 w Nowym Sączu) – polski polityk, dziennikarz, urzędnik państwowy i samorządowy. W latach 2007–2010 wojewoda dolnośląski, następnie do 2014 marszałek województwa dolnośląskiego.

## Życiorys
Studiował nauki polityczne na Uniwersytecie Wrocławskim, następnie ukończył politologię w Wyższej Szkole Zarządzania i Finansów we Wrocławiu. W 1991 został zatrudniony w biurze prasowym urzędu wojewódzkiego, następnie był dziennikarzem lokalnego oddziału „Gazety Wyborczej”. Od 1993 do 1997 pełnił funkcję redaktora naczelnego Radia Eska Wrocław, później został prezesem zarządu łódzkiego Radia Manhattan. W latach 1999–2003 pracował jako dyrektor generalny w koszykarskim klubie Śląsk Wrocław, do 2000 stał też na czele redakcji „Słowa Sportowego”.
Od 2003 do 2005 był dyrektorem Biura Sportu i Rekreacji Urzędu Miejskiego we Wrocławiu, następnie został redaktorem naczelnym Programu I Polskiego Radia. W latach 2006–2007 pełnił funkcję dyrektora generalnego urzędu marszałkowskiego.
29 listopada 2007 został powołany na stanowisko wojewody dolnośląskiego jako bezpartyjny urzędnik z rekomendacji Platformy Obywatelskiej. 1 grudnia 2010 wybrany na marszałka tego województwa, w konsekwencji zrezygnował z urzędu wojewody. W sierpniu 2013 został członkiem PO. 12 lutego 2014 sejmik dolnośląski przyjął jego rezygnację.
W czerwcu 2014 objął funkcję prezesa zarządu Legnickiej Specjalnej Strefy Ekonomicznej; stanowisko to zajmował do kwietnia 2016.

## Odznaczenia
- Brązowy Krzyż Zasługi (2023)[5]
- Srebrna Odznaka „Zasłużony dla Ochrony Przeciwpożarowej” (2009)[6]
- Złota Odznaka „Zasłużony dla Służby Celnej” (2010)[7]
- Odznaka Honorowa za Zasługi dla Samorządu Terytorialnego (2025)[8]